# Roman Rożałowski
Roman Rożałowski h. Gozdawa, ps. „Siekiera” (ur. 25 maja 1913 w Iwanowcach k. Żytomierza, zm. 15 stycznia 1984 w Kędzierzynie-Koźlu) – porucznik kawalerii, oficer Wojska Polskiego i Armii Krajowej. W powstaniu warszawskim dowódca Zgrupowania „Siekiera”, a następnie zastępca dowódcy Zgrupowania „Kryska”.

## Życiorys
Prawnuk Włodzimierza Rożałowskiego, powstańca styczniowego i kapitana Komuny Paryskiej, syn Leona Rożałowskiego (1886–1968) i Reginy z Thomasów (1891–1979). W 1928 ukończył pięć klas gimnazjum w Płocku, a następnie wstąpił do Korpusu Kadetów nr 3 w Rawiczu, gdzie w maju 1933 uzyskał świadectwo dojrzałości. W 1935 ukończył Szkołę Podchorążych Kawalerii w Grudziądzu otrzymując stopień podporucznika. Został przydzielony do 15 pułku Ułanów Poznańskich. Uczestniczył w zawodach jeździeckich. W 1938 w czteroosobowym składzie, na klaczy „Barcelona” zdobył dla swojej jednostki mistrzostwo wojska w jeździectwie, oraz indywidualnie został II wicemistrzem wojska. Wynik ten powtórzył w 1939. W maju 1939 został awansowany do stopnia porucznika. 
W wojnie obronnej 1939 walczył jako dowódca 1 plutonu III szwadronu liniowego 15 pułku Ułanów Poznańskich w Wielkopolskiej BK. Jako dowódca rozpoznania został 7 września 1939 w starciu z niemiecką kompanią motorową koło wsi Psary pod Łowiczem ciężko ranny. Na jego rozkaz, na polu bitwy, odcięto mu siekierą powyżej kostki zdruzgotaną pociskiem stopę (podobno stąd wziął się jego późniejszy pseudonim konspiracyjny). Po amputacji prawej nogi przebywał w szpitalu polowym w Koninie, potem w szpitalu w Płocku, a następnie w Szpitalu Ujazdowskim w Warszawie, w trakcie obrony Warszawy. 18 października 1939 po przejściu chirurgicznej amputacji, został jako inwalida zwolniony ze szpitala i wyjechał do Poznania.
W grudniu 1939 został wysiedlony do Zakopanego, gdzie przebywał do listopada 1940, następnie przeniósł się do Warszawy. Związał się z Narodową Organizacją Wojskową, współpracując z mjr Janem Szczurkiem-Cergowskim, dowódcą okręgu warszawskiego NOW. W tym czasie jednocześnie pracował w firmie „Haberbusch i Schiele” jako konwojent. W marcu 1942 w ramach akcji scaleniowej przeszedł Armii Krajowej, gdzie pełnił funkcję instruktora kursów podchorążych i podoficerów. Dowodził też Rejonem 1 Pelcowizna Obwodu Praga. Od 1943 dowodził V Zgrupowaniem w 2 Rejonie Obwodu Śródmieście w Warszawie. 
Podczas powstania warszawskiego od 1 do 8 sierpnia 1944 pełnił funkcję dowódcy Zgrupowania „Siekiera”. Po 8 sierpnia, gdy żołnierze zgrupowania weszli w skład Zgrupowania „Kryska” pod dowództwem kpt. Zygmunta Netzera, por. Rożałowski „Siekiera” został jego zastępcą. 11 sierpnia został ciężko ranny (postrzał płuc), i umieszczony w szpitalu Zakładu Ubezpieczeń Społecznych przy ul. Czerniakowskiej. 13 września po zajęciu budynku przez Niemców został wraz z częścią rannych i grupami ludności cywilnej przetransportowany do obozu przejściowego w Pruszkowie, skąd udało mu się wydostać do Podkowy Leśnej; pozostawał tu do zakończenia wojny.
W 1945 powrócił do Poznania, gdzie uzyskał zawód kierowcy i mechanika samochodowego w Okręgowym i Wojewódzkim Urzędzie Samochodowym. Był również dyrektorem „Motozbytu” i inspektorem Państwowego Zakładu Ubezpieczeń. W 1968 przeniósł się Kędzierzyna-Koźla, gdzie był kierownikiem warsztatów i transportu w Państwowym Ośrodku Maszynowym w Reńskiej Wsi. W 1973 przeszedł na emeryturę. Na emeryturze był inspektorem gospodarki samochodowej województwa opolskiego.
W 1982 został honorowym przewodniczącym Środowiska Żołnierzy Zgrupowania „Kryska” przy Zarządzie Stołecznym ZBoWiD. W 1983 został mianowany kapitanem rezerwy w stanie spoczynku.
Był mężem Cecylii Marii z Czarników (1918–1998).
Pochowany został zgodnie ze swoją wolą, w kwaterze Zgrupowania AK „Kryska” na cmentarzu komunalnym na Powązkach w Warszawie (kwatera D2 Kryska-3-8).

## Ordery i odznaczenia
- Srebrny Krzyż Orderu Wojennego Virtuti Militari (28 września 1939)
- Krzyż Oficerski Orderu Odrodzenia Polski
- Krzyż Walecznych (15 września 1944)
- Medal Wojska (czterokrotnie)
- Warszawski Krzyż Powstańczy[2]
- Krzyż Armii Krajowej
- Medal za Warszawę 1939–1945